# Enigmaplax
Enigmaplax is een geslacht van kreeftachtigen uit de klasse van de Malacostraca (hogere kreeftachtigen).

## Soort
- Enigmaplax littoralis Davie, 1993